# Serie C 1946-1947
La Serie C 1946-1947 fu la nona edizione della terza categoria del campionato italiano di calcio.
Le distruzioni lasciate dalla guerra portarono la FIGC ad organizzare un campionato enorme per numero di partecipanti: rigidamente separato in tre leghe totalmente indipendenti, una del Nord, una del Centro ed una del Sud, il campionato vide ai nastri di partenza ben 266 squadre. Il format, di fatto, quasi nulla aveva a che spartire con l'idea originaria della Serie C introdotta undici anni prima. 
Comprendendo le società dall'81º ad oltre il 300º posto nella graduatoria della piramide calcistica italiana, la Serie C 1946-1947 può essere assimilata ad un ipotetico torneo che oggi ricomprendesse contemporaneamente la Serie D e quella che fino al 2014 è stata la Lega Pro Seconda Divisione (già Serie C2). Per questo motivo qualcuno la osò definire "Serie C Regionale", anche se effettivamente era un campionato interregionale gestito dalle tre leghe interregionali. Sarà questa l'ultima stagione con le squadre rappresentanti la Sardegna forzatamente escluse dai campionati Nazionali (il loro ritorno avverrà nella Serie C 1947/48).

## Lega Interregionale Nord
Nell'Italia settentrionale la Lega Interregionale Nord, avente sede a Torino, organizzò nove gironi le cui vincitrici avrebbero avuto accesso a tre triangolari finali, che mettevano in palio tre posti per la Serie B. Il Consiglio Federale del 14 gennaio 1947 stabilì di converso che sarebbero state 28 le società retrocesse nelle leghe regionali: fu poi la Lega a deliberare la discesa di due squadre per i gironi con meno di 15 società, di quattro squadre per quelli con più di 16 società, e di tre squadre per i gruppi intermedi.

### Partecipanti

#### Girone A
- Alassio
- Albenga
- Ausonia La Spezia
- Bolzanetese
- Cairese
- Corniglianese
- Entella
- Imperia
- Intemelia
- Lavagnese
- Pontedecimo
- Rapallo Ruentes
- Rivarolese
- Sanremese
- Sarzanese
- Sestri Levante
- Speranza
- Tigullio
- Vado
- Varazze

#### Girone B
- Acqui
- Aosta
- Asti
- Braidese
- Cuneo
- Fossanese
- Ivrea
- Monregalese
- Pinerolo
- Stella Alpina Ponzone
- Saluzzo
- Saviglianese
- Trinese
- Volpianese

#### Girone C
- Biumense
- Borgomanerese
- Calciatori Bustesi
- Juventus Domo
- Gattinara
- Luino
- Magenta
- Omegna
- Parabiago
- Rhodense
- Saronno
- Sommese
- Sparta Novara
- Tradate
- Verbania Sportiva

#### Girone D
- Abbiategrasso
- Bressana
- Casteggio
- Cilavegna
- Derthona
- Fidentina
- Fiorenzuola
- Medese
- Mortara
- Novese
- Olubra
- Pavia
- Robbio
- Sant'Angelo
- Stradellina

#### Girone E
- Breda
- Cantù
- Caratese
- Gerli
- Esperia
- Falck
- Mariano Comense
- Meda
- Monza
- Pirelli
- Pro Lissone
- Sondrio
- Tiranese
- Vimercatese
- Vis Nova Giussano

#### Girone F
- Alzano
- Ardens
- Bagnolese
- Cassano
- Chiari
- Codogno
- Falco Albino
- Melzo
- Melegnanese
- Orceana
- Pro Palazzolo
- Pro Romano
- Soresinese
- Trevigliese
- Vita Nova

#### Girone G
- Pellizzari Arzignano
- Audace SME
- Badia Polesine
- Bolzano
- Bressanone
- Cologna Veneta
- Legnago
- Lonigo
- Malo
- Marzotto Valdagno
- Merano
- Montagnana
- Rovereto
- Sambonifacese
- Schio
- Thiene
- Trento
- Villafranca

#### Girone H
- Bassano
- Belluno
- Clodia
- Coneglianese
- Dolo
- Feltrese
- Giorgione
- Montebelluna
- Petrarca
- Pordenone
- Portogruaro
- Pro Mogliano
- Rovigo
- Sandonà
- San Marco Venezia
- Vittorio Veneto

#### Girone I
- Cividalese
- Cormonese
- Edera Trieste
- Itala Gradisca
- Libertas Trieste
- Monfalcone
- Palmanova
- Pieris
- Ponziana
- Pro Cervignano
- Ronchi
- Sagrado
- SAICI Torviscosa
- Sangiorgina
- Sant'Anna Trieste

### Finali di Lega

#### Girone A
La prima serie di finali finendo con un nulla di fatto dato che tutte e tre le partecipanti vinsero una gara, la promozione fu decisa da un secondo triangolare di ripetizione.
|  |    | Serie C Lega Nord 1946-1947 gir. fin. A | Pt | G | V | N | P | GF | GS |
|  | -- | --------------------------------------- | -- | - | - | - | - | -- | -- |
|  | 1. | Magenta                                 | 3  | 2 | 1 | 1 | 0 | 4  | 2  |
|  | 2. | Sanremese                               | 2  | 2 | 1 | 0 | 1 | 2  | 3  |
|  | 3. | Asti                                    | 1  | 2 | 0 | 1 | 1 | 3  | 4  |
|  |    |                                         |    |   |   |   |   |    |    |

#### Girone B
La prima serie di finali finendo con un nulla di fatto dato che tutte e tre le partecipanti vinsero una gara, la promozione fu decisa da un secondo triangolare di ripetizione.
|           | Ripetizione finali gir.B |         | Città e data            |  |
| --------- | ------------------------ | ------- | ----------------------- |  |
| Vita Nova | 4-2                      | Mortara | Milano, 27 luglio 1947  |  |
| Mortara   | 3-0                      | Monza   | Novara, 3 agosto 1947   |  |
| Vita Nova | 0-0                      | Monza   | Seregno, 10 agosto 1947 |  |
|           |                          |         |                         |  |

|  |    | Serie C Lega Nord 1946-1947 gir. fin. B | Pt | G | V | N | P | GF | GS |
|  | -- | --------------------------------------- | -- | - | - | - | - | -- | -- |
|  | 1. | Vita Nova                               | 3  | 2 | 1 | 1 | 0 | 4  | 2  |
|  | 2. | Mortara                                 | 2  | 2 | 1 | 0 | 1 | 5  | 4  |
|  | 3. | Monza                                   | 1  | 2 | 0 | 1 | 1 | 0  | 3  |
|  |    |                                         |    |   |   |   |   |    |    |

#### Girone C
|  |    | Serie C Lega Nord 1946-1947 gir. fin. C | Pt | G | V | N | P | GF | GS |
|  | -- | --------------------------------------- | -- | - | - | - | - | -- | -- |
|  | 1. | Bolzano                                 | 5  | 4 | 2 | 1 | 1 | 6  | 5  |
|  | 2. | Montebelluna                            | 3  | 4 | 1 | 2 | 1 | 6  | 5  |
|  | 3. | Edera Trieste                           | 2  | 4 | 1 | 1 | 2 | 4  | 6  |
|  |    |                                         |    |   |   |   |   |    |    |

##### Verdetti
- Magenta, Vita Nova e Bolzano promosse in Serie B 1947-1948.

## Lega Interregionale Centro
In Emilia e nell'Italia centrale la Lega Interregionale Centro, avente sede a Firenze, organizzò sei gironi le cui vincitrici avrebbero avuto accesso al raggruppamento finale che metteva in palio due posti per la Serie B. Il Consiglio federale di gennaio stabilì di converso in 16 il numero delle società da retrocedere nelle leghe regionali: fu poi la Lega a deliberare la discesa secca delle ultime tre classificate del girone C e delle ultime due del girone D, mentre per gli altri raggruppamenti si sarebbe accompagnata la disputa di un quadrangolare di salvezza alla condanna delle due peggiori piazzate.

### Partecipanti

#### Girone A
- Amatori Bologna
- Bondenese
- Carpi
- Centese
- Guido Buscaroli Conselice
- Copparese
- Pro Italia Correggio
- Crevalcore
- Finale Emilia
- Gonzaga
- Trancerie Mossina
- Mirandolese
- Panigale
- Parma Vecchia

#### Girone B
- Baracca Lugo
- Faenza
- Fano
- Forlimpopoli
- Gubbio
- Imolese
- Jesina
- Ravenna
- Riccione
- Rimini
- Sammaurese
- Urbino
- Vigor Senigallia
- Vis Pesaro

#### Girone C
- Aglianese
- Audace Ponsacco
- Forte dei Marmi
- Lanciotto
- Le Signe
- Massese
- Monsummanese
- Montecatini
- Pietrasanta
- Pontasserchio
- Pontedera
- Santa Croce sull'Arno
- Sestese
- Tettora Cascina
- Vigor Fucecchio

#### Girone D
- Montevarchi
- Arezzo
- Cecina
- Colligiana
- Grosseto
- Orbetello
- Piombino
- Poggibonsi
- Pro Firenze
- Sangiovannese
- Solvay Rosignano
- Stella Rossa Livorno

#### Girone E
- ALMAS Juventus
- L’Aquila
- Avezzano
- Civita Castellana
- Civitavecchiese
- Foligno
- AS Ostiense
- Poligrafico Roma
- Sora
- STEFER Roma
- Tivoli
- Trionfale Roma
- Virtus Spoleto
- Viterbese

#### Girone F
- Ascoli
- Chieti
- Fabriano
- Fermana
- Giulianova
- Maceratese
- Portocivitanovese
- Portorecanati
- Sambenedettese
- Sangiorgese
- Sulmona
- Teramo
- Tolentino
- Pro Vasto

### Finali di Lega
|  |    | Serie C Lega Centro 1946-1947 gir. finale | Pt | G  | V | N | P | GF | GS |
|  | -- | ----------------------------------------- | -- | -- | - | - | - | -- | -- |
|  | 1. | Centese                                   | 12 | 10 | 5 | 2 | 3 | 21 | 12 |
|  | 1. | Gubbio                                    | 12 | 10 | 6 | 0 | 4 | 18 | 22 |
|  | 3. | Grosseto                                  | 11 | 10 | 5 | 1 | 4 | 31 | 12 |
|  | 3. | Maceratese                                | 11 | 10 | 5 | 1 | 4 | 19 | 23 |
|  | 5. | Massese                                   | 8  | 10 | 3 | 2 | 5 | 14 | 23 |
|  | 6. | Civita Castellana                         | 6  | 10 | 3 | 0 | 7 | 17 | 28 |
|  |    |                                           |    |    |   |   |   |    |    |

#### Verdetti
- Centese e Gubbio promosse in Serie B 1947-1948.

### Qualificazioni salvezza
Tabellone
|  | Semifinali | Semifinali        | Semifinali | Semifinali | Semifinali |  |  | Finale | Finale           | Finale | Finale | Finale |  |
|  |            |                   |            |            |            |  |  |        |                  |        |        |        |  |
|  | A          | Trancerie Mossina | ?          | ?          | ?          |  |  |        |                  |        |        |        |  |
|  | B          | Sammaurese        | ?          | ?          | ?          |  |  | B      | Sammaurese       | 4      | 0      | X      |  |
|  | E          | Poligrafico Roma  | ?          | 4          | ?          |  |  | E      | Poligrafico Roma | 1      | 3      | Y      |  |
|  | F          | Ascoli            | ?          | 1          | ?          |  |  |        |                  |        |        |        |  |

|             | Semifinali |             | Luogo e data           |  |
| ----------- | ---------- | ----------- | ---------------------- |  |
| ?           | 0 - 0      | ?           | ?, ? 1947              |  |
| ?           | 0 - 0      | ?           | ?, ? 1947              |  |
|             |            |             |                        |  |
| Poligrafico | ? - ?      | Ascoli      | Roma, 8 giugno 1947    |  |
| Ascoli      | 1 - 4      | Poligrafico | Ascoli, 15 giugno 1947 |  |
|             |            |             |                        |  |

|             | Finali |             | Luogo e data                      |  |
| ----------- | ------ | ----------- | --------------------------------- |  |
| Sammaurese  | 4 - 1  | Poligrafico | San Mauro Pascoli, 22 giugno 1947 |  |
| Poligrafico | 3 - 0  | Sammaurese  | Roma, 29 giugno 1947              |  |
| Poligrafico | X - Y  | Sammaurese  | in campo neutro, luglio 1947      |  |
|             |        |             |                                   |  |

#### Verdetto
- Poligrafico salvatosi. La Lega Interregionale Centro inoltre propose alla Federazione, che accettò, il ripescaggio di Sammaurese e Ascoli per buona solidità finanziaria.

## Lega Interregionale Sud
Nell'Italia meridionale la Lega Interregionale Sud, avente sede a Napoli, organizzò solo tre gironi le cui due prime classificate avrebbero avuto accesso al raggruppamento finale che metteva in palio un posto per la Serie B. Il Consiglio Federale stabilì di converso che otto società sarebbero state retrocesse nelle leghe regionali; fu poi la Lega a decidere la discesa di tre squadre nei gironi maggiori e di due in quello più ristretto.

### Partecipanti

#### Girone A
- Afragolese
- Angri
- Ilva Bagnolese
- Rico Colombari (Torre Annunziata, NA)
- Ercolanese
- Frattese
- Gragnano
- Nocerina
- Nola
- Polla[6] (Polla, NA)
- Portici
- Sangiuseppese
- Stabia
- Turris

#### Girone B
- Audace Monopoli
- Avellino
- Azzaretti Carbonara (Carbonara-Bari)
- Franco Baldassarre
- Barletta
- Benevento
- Castellana
- Incedit
- Lucera
- Marimist Brindisi
- Molfetta
- Potenza
- San Ferdinando
- San Pietro Vernotico
- Trani

#### Girone C
- Acireale
- Comunale
- Catania
- Crotone
- Drepanum
- Giostra Messina
- Marsala
- Messina
- Reggina
- Termini
- Feltrinelli Villese

### Finali di Lega
|  |    | Serie C Lega Sud 1946-1947 gir.finale | Pt | G  | V | N | P | GF | GS |
|  | -- | ------------------------------------- | -- | -- | - | - | - | -- | -- |
|  | 1. | Nocerina                              | 13 | 10 | 6 | 1 | 3 | 20 | 11 |
|  | 2. | Audace Monopoli                       | 13 | 10 | 6 | 1 | 3 | 19 | 13 |
|  | 3. | Turris                                | 12 | 10 | 5 | 2 | 3 | 18 | 15 |
|  | 4. | Giostra Messina                       | 11 | 10 | 5 | 1 | 4 | 21 | 23 |
|  | 5. | Messina                               | 6  | 10 | 2 | 2 | 6 | 7  | 15 |
|  | 6. | Benevento                             | 3  | 10 | 2 | 1 | 7 | 10 | 18 |
|  |    |                                       |    |    |   |   |   |    |    |

#### Spareggio promozione
|          | Spareggio |                 | Città e data               |  |
| -------- | --------- | --------------- | -------------------------- |  |
| Nocerina | 4 - 1     | Audace Monopoli | Roma, Appio, 7 agosto 1947 |  |
|          |           |                 |                            |  |

- Nocerina promossa in Serie B 1947-1948.